# セントラル・アンドロス
セントラル・アンドロス（英語: Central Andros）はバハマの県である。県都はフレッシュ・クリーク。

## 隣接行政区画
- ノース・アンドロス
- マングローブ・キー